# 星天qlay
星天qlay（ほしてんクレイ）は、神奈川県横浜市保土ケ谷区の相鉄本線高架下に所在する商業施設である。スーパーマーケットや飲食店、クリエイター向けの住居やコワーキングスペースなどで構成される。

## 概要
相鉄本線の天王町駅から星川駅北西の横浜新道交差部にかけての間約1.9kmは、2002年より連続立体交差事業が進められ、2017年3月5日に下り線、2018年11月24日には上り線が高架に切り替えられた。2022年3月31日には関連街路の開通をもって事業完了した。
相鉄アーバンクリエイツ、相鉄ビルマネジメント、相模鉄道は保土ケ谷区と協定を締結し、高架化で生じた1.4kmの空間を、二俣川駅寄りから順にA〜Eの5つのゾーンに分けて開発を進めた。そのうち、Bゾーンにあたる星川駅部分では2022年12月14日の開業を予定して商業施設の整備が進められていたが、2022年11月15日早朝に小火が発生。このため当初予定より1か月半遅れて、2023年2月にBゾーンの店舗が順次オープン。4月にはDゾーンが、12月にはCゾーンが開業した。2024年7月にはEゾーンの一部店舗が先行開業し、2025年3月にEゾーンの他店舗が開業し、これをもって全面開業となった。
施設名称の「qlay」は造語で、qは「play」のpの一つ先のアルファベットであることから、従来の価値観から一つ先の遊びを目指す意味が込められた。同音のclayは粘土を意味し、自在に形を変える粘土のように自由な創造性が生まれることへの願いが込められている。4つの幾何学模様を組み合わせ、qの文字を図案化したロゴマークが制定された。

## 店舗

### Aゾーン
星川駅の北西側（二俣川駅寄り）に位置する。駐車場として使用されている。

### Bゾーン
星川駅の1・2階に位置する。
- ミサキドーナツ - ドーナツ・カフェ

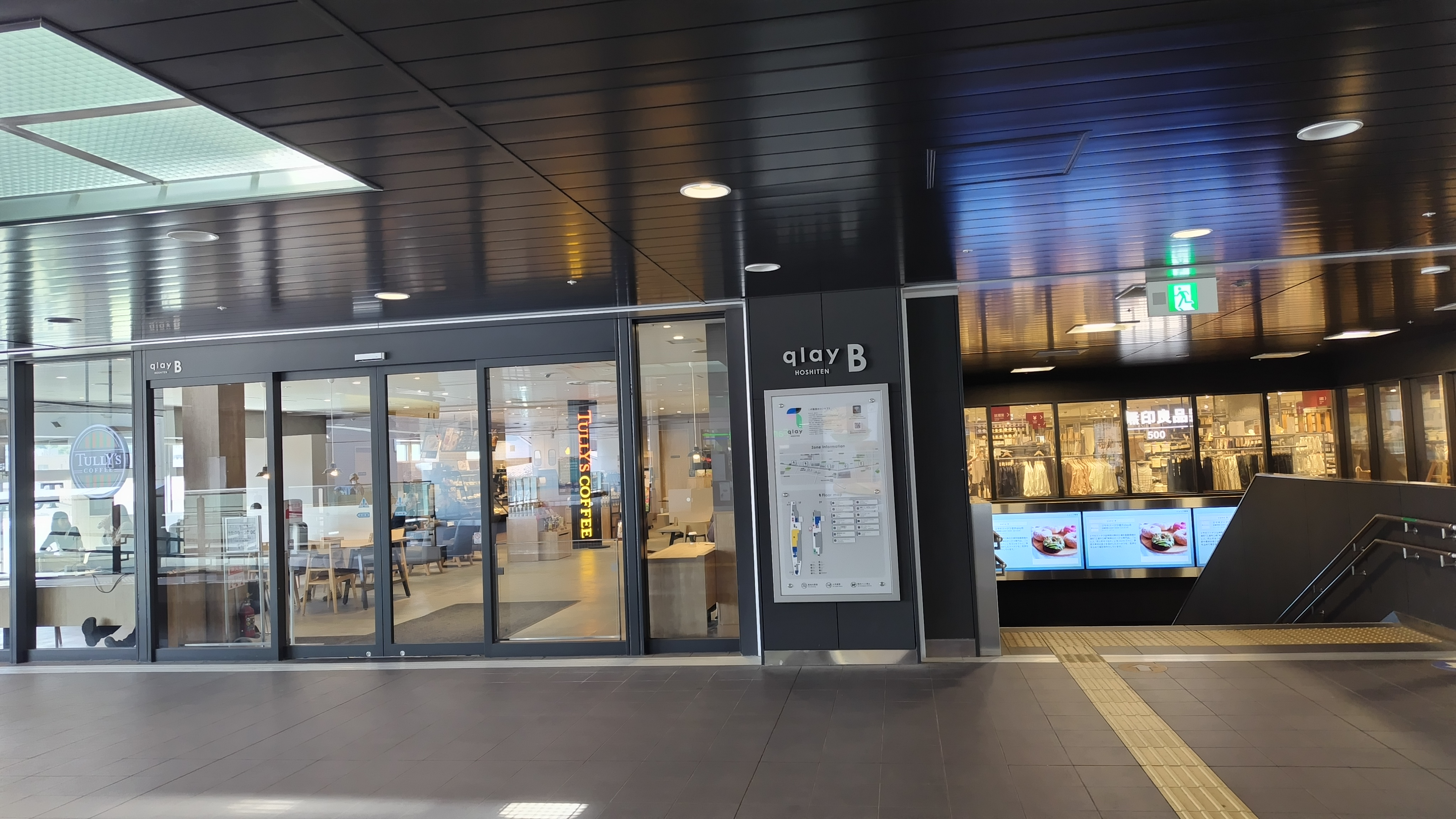
Bゾーンの2階部分

- UNION SEAFOOD CAFE - イタリアンレストラン
- 発酵バター専門店 HANERU - 洋菓子
- ジュピター - コーヒー豆・輸入食品
- そうてつローゼン - スーパーマーケット
- ハックドラッグ - 調剤・医薬品・化粧品・日用品
- ダイワサイクルSTYLE - 自転車 販売・修理
- タリーズコーヒー - カフェ・喫茶
- 無印良品 500 - 衣料品・生活雑貨・食料品[12]
- ファミリーマート
- qlaytion gallery - イベントスペース・シェアオフィス

### Cゾーン

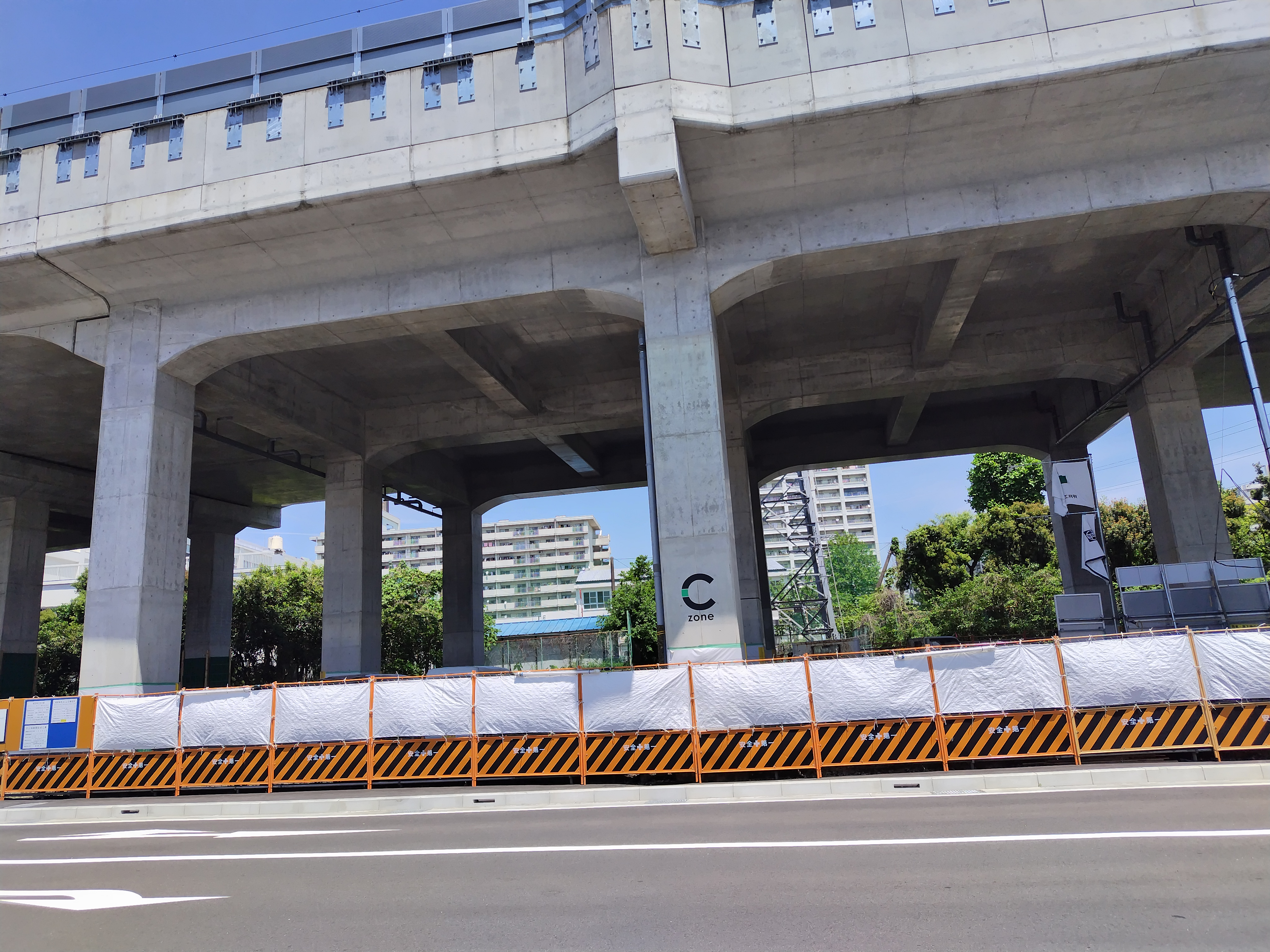
工事中のCゾーン。

「星川一丁目」〜「帷子小学校南側」の間に位置する。2023年12月、2024年1月に順次開業。
- ワオキッズ 星川園 - 学童保育
- 手織工房じょうた 横浜星川工房 - さをり織りの教室。1日体験織り。糸、織機などの販売
- 惣ざいと土鍋ごはん 時々クラフトビール。SAI. - 惣菜・定食
- Patisserie&Cafe PINEDE - スイーツ、焼菓子、カフェ
- PetPlus Trimming Salon Hoshiten qlay - トリミングサロン・ペットホテル
- ばばほいくしつ星川 - 認可・小規模保育事業 A型
- YELLOW GYMNASTICS CLUB - 体操教室・レンタルスタジオ

### Dゾーン

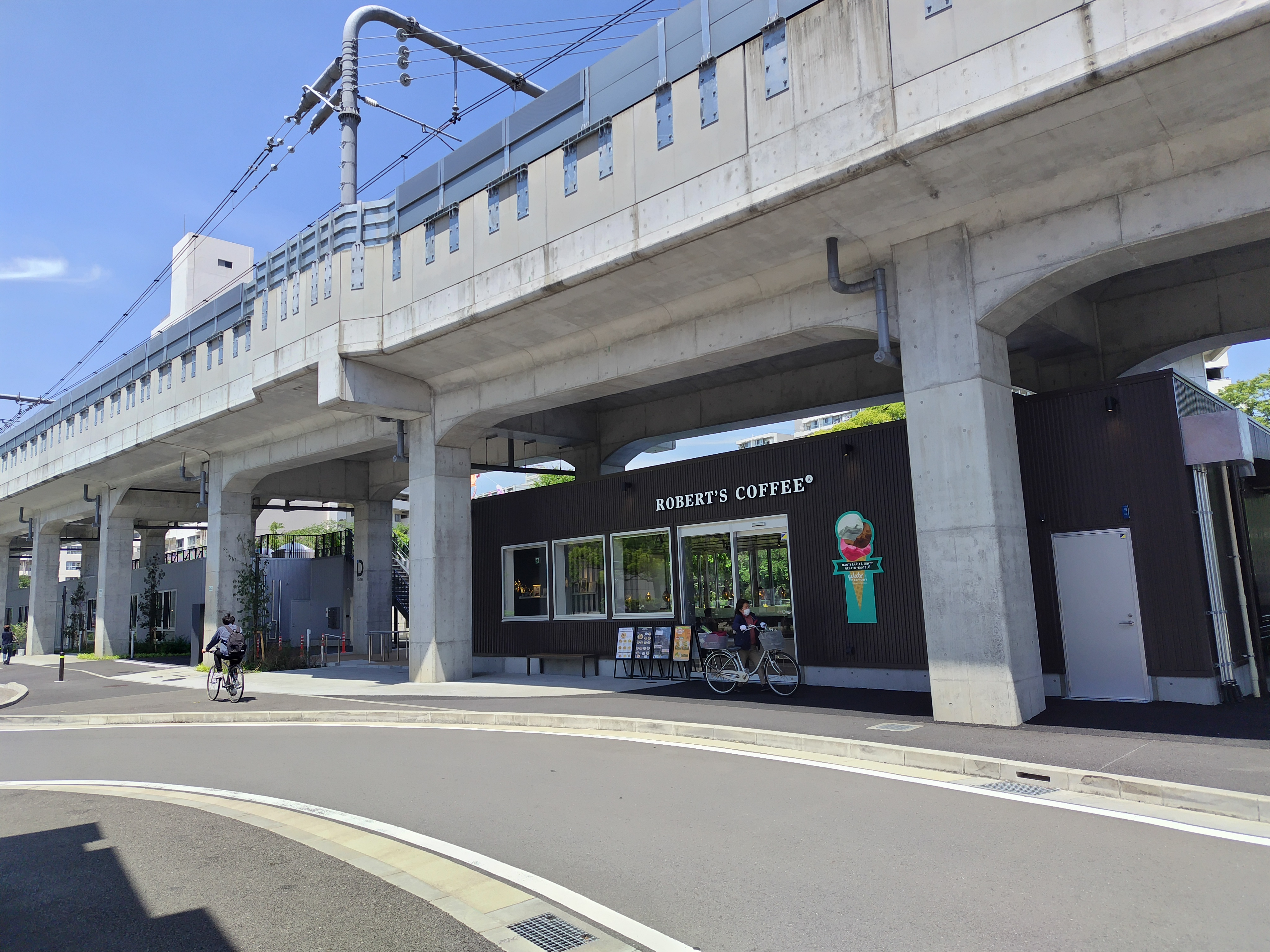
Dゾーンのロバーツコーヒー

Cゾーンから岩間川辺線を挟んで横浜寄りに位置する。
- YADORESI - 住居
- 横浜国立大学 総合学術高等研究院 共創革新ダイナミクス研究ユニット - 研究室[14]
- PILE－A collaborative studio－ - コワーキングスペース
- Robert’s Coffee - コーヒー、ジェラート、ケーキ、サンドイッチ[15]
- HUBHUB - 貸切サウナ、パーティールーム

### Eゾーン
天王町駅部分の高架下に位置する。2024年7月12日にキッチンオリジンとMASSEが先行開業し、2025年3月27日に全面開業予定。飲食店の他、相鉄不動産による天王町駅直結の賃貸マンションも隣接している。
- TDM 1874 Brewery - クラフトビール醸造所/ビアバー
- MuM’ - 洋食ビストロ×クラフトワイン
- ジョウジョウ飯店 - 中華居酒屋
- 立ち呑み寿司　りくまる - 寿司居酒屋
- もつ焼き　肉の佐藤 - やきとん、焼き鳥、串揚げ、ラーメン
- fragrante tipico - イタリアンレストラン
- お酒の美術館 - Bar
- キッチンオリジン天王町駅前店 - 持ち帰り弁当・惣菜店
- CAFE＆BRASSERIE MASSE - カジュアルフレンチ食堂